# Лицарі неба
«Лицарі неба» (фр. Les Chevaliers du ciel) — французький пригодницький бойовик 2005 року. Отримав численні відгуки критиків у профільних ЗМІ різних країн світу: тижневик Variety (США), інтернет-огляд OutNow. CH (Німеччина) тощо, особливо в порівняльному аналізі з фільмом «Найкращий стрілець». За мотивами сюжету із серії коміксів Жана-Мішеля Шарльє та Альбера Удерзо «Пригоди Тангі та Лавердюра». Рейтинг — NC-17.

## Сюжет
Фільм описує пригоди двох досвідчених льотчиків у наші дні. Під час показових польотів на авіасалоні було викрадено новітнього винищувача Dassault Mirage 2000 з повним боєкомплектом. На його перехоплення викликають два винищувачі з прилеглої авіабази. Оскільки викрадений літак почав вогневу атаку перехоплювачів, командир «зв'язки» вирішується підірвати його. Потім події розвиваються таким чином, що зрештою лише ці двоє пілотів рятують Париж від атаки терористів.

## У ролях
| Актор           | Роль                    |
| --------------- | ----------------------- |
| Бенуа Мажимель  | Антуан Маршеллі         |
| Кловіс Корнійяк | капітан Себастьян Валуа |
| Жеральдін Пелас | Маель Кост              |
| Аліс Тальоні    | капітан Естель Касс     |
| Філіп Торретон  | Бертран                 |
| Рей Рейс        | капітан Леслі Хеджет    |
| Пітер Хадсон    | генерал Бьюкенен        |
| Жан-Батіст Пюек | Айпод                   |
| Крістоф Реймонд | Стен                    |
| Фіона Курзон    | місіс Редгрейв          |

## Знімальна група
- Режисер — Жерар Пірес.
- Сценарист — Жіллес Маленкон.
- Композитор — Кріс Корнер.
- Монтажер — Вероніка Ланге.

## Музика у фільмі
1. Chris Corner — «Attack 61» (02:51)
2. Chris Corner — «We Rise» (03:10)
3. Thirteen Senses — «Into The Fire» (03:36)
4. Chris Corner feat. Sue Denim — «Gonna Wanna» (02:52)
5. Chris Corner feat. D. Manix — «Sugar Jukebox» (02:10)
6. Chris Corner feat. Sue Denim — «Girl Talk» (02:08)
7. Ghinzu — «Cockpit Inferno» (03:50)
8. Chris Corner feat. Sue Denim — «You're The Conversation (I'm The Game)» (03:55)
9. Placebo — «The Crawl» (02:58)
10. Chris Corner — «The Clash» (03:47)
11. Chris Corner — «14th Of July» (01:47)
12. I Monster — «Heaven» (03:55)
13. Chris Corner — «You're The Conversation (I'm The Game)» Original Version (03:02)